# Friedrich Karl Elze

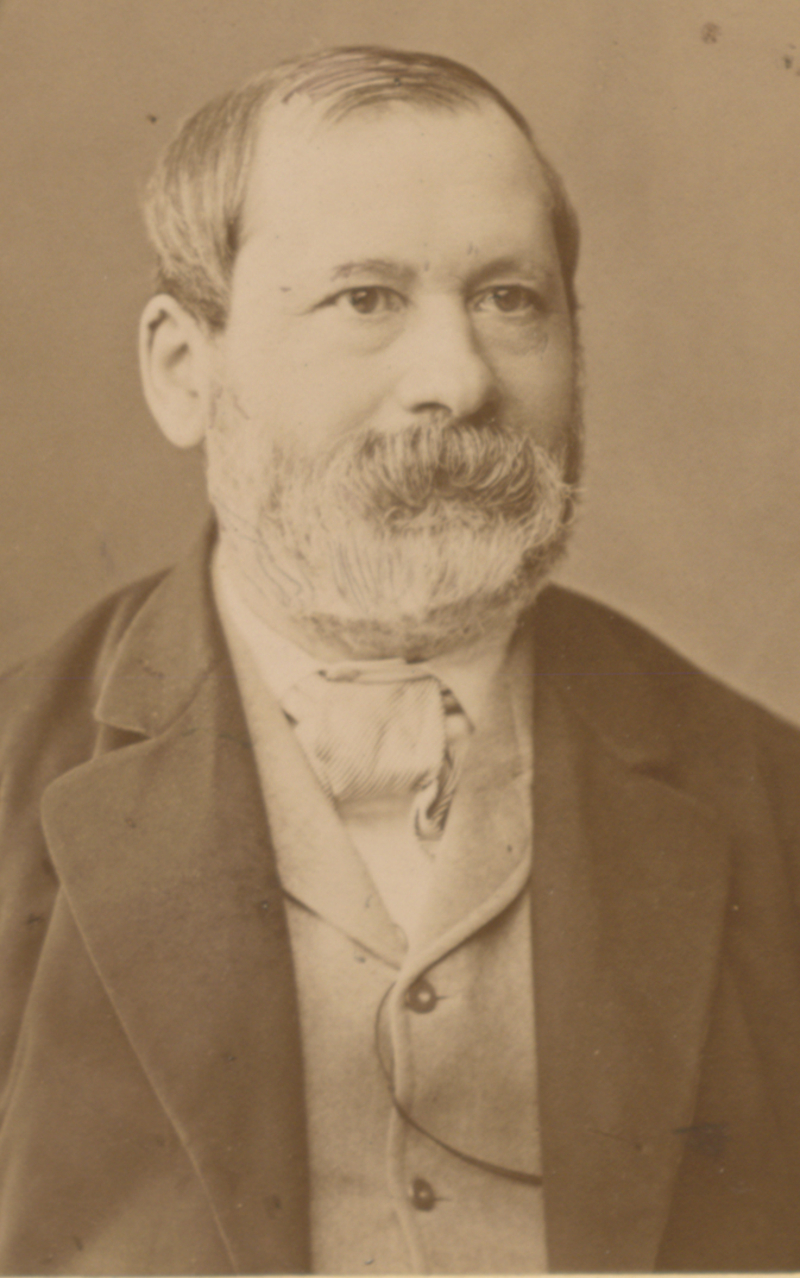
Friedrich Karl Elze

Friedrich Karl Elze (* 22. Mai 1821 in Dessau; † 21. Januar 1889 in Halle (Saale)) war ein deutscher Anglist und Shakespeareforscher.

## Leben und Werk
Friedrich Karl Elze war der Sohn des Pfarrers Karl August Wilhelm Elze. Er studierte 1839–1843 in Leipzig und Berlin erst Klassische Philologie, dann neuere, vor allem englische Literatur, und unternahm zu diesem Zweck wiederholte Studienreisen nach London und Edinburgh. U. a. war er Schüler der Altphilologen Gottfried Hermann und August Boeckh. Nachdem er mehr als 25 Jahre am Dessauer Gymnasium gewirkt hatte, wurde am 13. März 1876 vom außerordentlichen Professor der englischen Sprache und Literatur im neu gegründeten Seminar für englische Philologie der Martin-Luther-Universität Halle-Wittenberg zum Ordinarius ernannt. Dieses Jahr gilt als offizielles Gründungsjahr der Anglistik in Halle. 1889 starb Elze im Alter von 68 Jahren.
Insbesondere die Auseinandersetzung mit dem Elisabethanischen Zeitalter und der Romantik war der Hauptschwerpunkt von Elzes literaturhistorischem Schaffen. 1853–1854 gab er Atlantis, Zeitschrift für Leben und Litteratur in England und Amerika heraus. Auf eine kritische Ausgabe von Shakespeares Hamlet (Leipzig 1857) ließ er Ausgaben von Chapmans Alphonsus, Emperor of Germany (Leipzig 1867) und Rowleys When you see me, you know me (Dessau 1874) folgen. Er schrieb auch Biographien über Walter Scott (2 Bände, Dresden 1864), Byron (Berlin 1870; englisch London 1872) und Shakespeare (Halle 1876; englisch London 1888), der ersten wissenschaftlichen dieses bedeutenden englischen Dramatikers in deutscher Sprache. Der Deutschen Shakespeare-Gesellschaft gehörte er seit ihrem Bestehen als eines ihrer tätigsten Mitglieder an, insbesondere seitdem ihm nach Bodenstedts Rücktritt die Herausgabe des Shakespeare-Jahrbuchs (Bände 3-14, 1867–1879) übertragen wurde.

## Abgeordneter
In der Wahlperiode 1872 bis 1878 war Elze Abgeordneter im Landtag des Herzogtums Anhalt. Er wurde in einer Nachwahl im 1. Wahlkreis der Städte gewählt, nachdem Albert Bolze sein Mandat niedergelegt hatte.

## Weitere Werke
- Über Philologie als System, 1845
- Englischer Liederschatz, Dessau 1851
- Nach Westen! Übersetzungen britischer und amerikanischer Gedichte, Dessau 1860
- Eine Frühlingsfahrt nach Edinburgh, Dessau 1860
- Festrede zur 300jährigen Geburtstagsfeier Shakespeares, Dessau 1864
- Die englische Sprache und Literatur in Deutschland, 1864
- Der englische Hexameter, Dessau 1867
- Vermischte Blätter, Köthen 1875
- Abhandlungen zu Shakespeare, Halle 1877
- Gedichte, Halle 1878
- Notes on Elizabethan dramatists with conjectural emendations of the text, 3 Bände, Halle 1880–1886
- Zum Heidelberger Jubelfeste, 1887
- Grundriß der englischen Philologie, 1887